# ERT1
ERT1 (en griego: EPT1), antiguamente conocido como ET1 (acrónimo de Ellinikí Tileórasi 1 o Ελληνική Τηλεόραση 1, en español Televisión helénica 1) es un canal de televisión de la radiotelevisión pública de Grecia. Se fundó el 23 de febrero de 1966 y fue el primer canal que emitió en el país heleno.
Aunque presentaba una programación generalista, en los últimos años ha virado a un enfoque más cultural con actualidad, reportajes, documentales y series extranjeras. Su audiencia cayó considerablemente con la aparición de la televisión privada, y funciona de facto como el segundo canal del grupo ERT.

## Historia
La televisión en Grecia comenzó sus emisiones el 23 de febrero de 1966 gracias al grupo público ERT, que gestionaba tres emisoras de radio. Grecia fue uno de los últimos países europeos donde se introdujo este medio de comunicación, y la calidad de la señal era muy deficiente en bastantes ciudades alejadas de Atenas. ERT empezó a emitir programas con figuras procedentes de la radio griega, pero en 1967 el Régimen de los coroneles desarrolló un segundo canal (YENED), gestionado por los militares y con una programación más populista. Ello hizo que la primera cadena mejorase su oferta, apostando por series estadounidenses.
Durante la dictadura griega de 1967 a 1974, ERT permaneció por debajo de YENED en términos de audiencia y su gestión no era rentable. Sin embargo, la llegada de la democracia ayudó a la primera cadena a crecer. Gracias a series de producción propia, acontecimientos deportivos y la llegada de la televisión en color, ERT se convirtió en el canal más visto del país mientras que la cadena de los militares no supo modernizarse. En 1982, ERT asume la gestión de YENED, que se convierte en ERT-2, mientras que el primer canal cambió su nombre por el de ERT-1.

Logo de ERT1 entre 2008 y 2013, bajo el nombre de ET1

ERT-1, más tarde conocido como ET1, fue líder de audiencia hasta la aparición de los canales privados como Mega y ANT1, que arrebataron a la televisión pública el monopolio del medio y el liderazgo. Con la pérdida de espectadores los medios públicos tuvieron que cambiar su imagen. Mientras ERT-2 se había convertido en NET y crecía lentamente gracias a una programación generalista, ET1 cambió por completo en 2003 con una programación diferenciada de las emisoras privadas, y un mayor número de programas culturales. A pesar de convertirse en canal minotario y perder audiencia mensual, consiguieron en esta década los derechos para la Eurocopa 2004 que con la final, se convirtió en la retransmisión más vista de la televisión griega desde que se mide las audiencias en 1990 con más de 4 millones de espectadores (4.048.914) y un 83,9% de cuota de pantalla. Lo que supone que lo vieron el 36,4% de toda la población de Grecia.
Debido a la crisis de la deuda soberana en Grecia, la ERT anunció en agosto de 2011 un plan para el cierre temporal de ET1 como parte de un plan de ahorro en la radiotelevisión pública, aunque no se concretó la fecha. Sin embargo, el grupo renunció a esa posibilidad en febrero de 2012.
El 11 de junio de 2013, el gobierno griego anuncio el cierre de ERT y el cese de emisión de todos sus canales (radio, televisión, satélite e internet). Es así como en la medianoche de ese mismo día, ET1 cesaba sus transmisiones después de 47 años. 
El 11 de junio de 2015, exactamente 2 años después del cierre de ET1, el gobierno griego (con Alexis Tsipras como primer ministro) restableció ERT como parte de sus medidas de contra-austeridad. Ese día, ET1 volvió al aire bajo su nombre de 1982 (ERT1).

## Programación
A diferencia de otros países como España o Portugal, donde sus primeros canales (La 1 y RTP1) son las emisoras generalistas, ET1 asumió en 1997 el papel de canal minoritario. Su programación es de servicio público, con actualidad, reportajes, documentales, deporte, series estadounidenses y programas infantiles.
El primer canal de televisión griego funcionó como un canal generalista hasta la aparición de los canales privados y la reconversión de NET. Su nueva programación ofrecía un contenido diferenciado de las cadenas comerciales, pero no ha contado con el respaldo de los espectadores. En 2010, ET1 se situó como el octavo canal del país con un share del 2,7%, por debajo incluso de ERT3.